# Simo Lampinen
Simo Lampinen (ur. 22 czerwca 1943 roku w Porvoo) – fiński kierowca wyścigowy i rajdowy.

## Kariera
Lampinen rozpoczął karierę w międzynarodowych wyścigach samochodowych w 1965 roku od startu w klasie GT 1.3 24-godzinnym wyścigu Le Mans, w którym odniósł zwycięstwo w swojej klasie, a w klasyfikacji generalnej był trzynasty. W późniejszych latach Fin pojawiał się także w mistrzostwach Finnish Championship.
Lampinen brał udział także w rajdach samochodowych. Już w pierwszych latach kariery, w 1963 i 1964 zdobył tytuł rajdowego mistrza Finlandii. W kolejnych latach brał udział w wielu rajdach międzynarodowego, odniósł w nich sześć zwycięstw:
- Rajd Tysiąca Jezior 1963 (Saab 96)
- Rajd Tysiąca Jezior 1964 (Saab 96)
- Rajd Wielkiej Brytanii 1968 (Saab 96 V4)
- Rajd Portugalii 1970 (Lancia Fulvia)
- Rajd Maroka 1972 (Lancia Fulvia 1.6 Coupé HF)
- Rajd Tysiąca Jezior 1972 (Saab 96 V4)